# Crocidura erica
Crocidura erica — вид ссавців родини Soricidae. Є ендеміком Анголи. Типовий зразок був знайдений на висоті 1098 м над рівнем моря (в Пунго Андонго).